# بخش جونقان
بخش جونقان، یکی از بخش‌های شهرستان فارسان در استان چهارمحال و بختیاری است. بخش جونقان در سال ۱۳۸۹ با تصویب هیئت وزیران ایجاد گردید.

## مردم
مردم روستا های این بخش لر بختیاری هستند و با زبان لری بختیاری سخن می گویند.

## تقسیمات کشوری
- بخش جونقان[۳]
  - دهستان جونقان
  - دهستان میزدج سفلی

شهرها:
جونقان، چلیچه، پردنجان
روستاها: کران، راستاب، گوشه، چغاهست